# Francis Mac Allister
Francis Manuel Mac Allister (La Pampa, Argentina, 30 de octubre de 1995) es un futbolista argentino que se desempeña como volante central. Actualmente se encuentra a préstamo en Instituto ACC de la Liga Profesional de Argentina hasta diciembre del 2026. 
Es hijo del exfutbolista Carlos Mac Allister y hermano mayor de Alexis Mac Allister y Kevin Mac Allister.

## Carrera futbolística

### Inferiores
Llegó a Argentinos en divisiones infantiles y donde fue el capitán de la cuarta división en 2015, lo que le posibilitó alternar en la reserva y sumar minutos bajo el mando de Raúl Sanzotti. Se caracteriza por ser un cinco que se destaca por el corte y el primer pase limpio para generar el ataque.

### A. A. Argentinos Juniors
Se dio la curiosidad que los hermanos Alexis, Francis y Kevin Mac Allister jugaron por primera vez al mismo tiempo para Argentinos Juniors, en el partido que el equipo perdió ante San Lorenzo por 0-1 por la décima fecha de la Superliga Argentina. Cuestión que no sucedía en el club desde Los hermanos Rafael (arquero), Alfonso (zaguero) y Vicente (delantero) Caso compartieran equipo durante 25 partidos en la división Intermedia, durante la era amateur del fútbol 'gaucho', entre 1914 y 1916.
Para la temporada 2025, fue cedido al Instituto ACC.

## Estadísticas
Actualizado al 28 de julio del 2023.
| Club                      | Div.          | Temporada     | Liga  | Liga  | Liga   | Copas Nacionales (1) | Copas Nacionales (1) | Copas Nacionales (1) | Copas Internacionales (2) | Copas Internacionales (2) | Copas Internacionales (2) | Total | Total | Total  |
| Club                      | Div.          | Temporada     | Part. | Goles | Asist. | Part.                | Goles                | Asist.               | Part.                     | Goles                     | Asist.                    | Part. | Goles | Asist. |
| ------------------------- | ------------- | ------------- | ----- | ----- | ------ | -------------------- | -------------------- | -------------------- | ------------------------- | ------------------------- | ------------------------- | ----- | ----- | ------ |
| Argentinos Jrs. Argentina | 1.ª           | 2016          | 6     | 0     | 0      | -                    | -                    | -                    | -                         | -                         | -                         | 6     | 0     | 0      |
| Argentinos Jrs. Argentina | 1.ª           | 2017-18       | 11    | 0     | 0      | 0                    | 0                    | 0                    | -                         | -                         | -                         | 11    | 0     | 0      |
| Argentinos Jrs. Argentina | 1.ª           | 2018-19       | 7     | 0     | 0      | 10                   | 0                    | 0                    | 5                         | 0                         | 0                         | 22    | 0     | 0      |
| Argentinos Jrs. Argentina | 1.ª           | 2019-20       | 21    | 1     | 1      | 2                    | 0                    | 1                    | 2                         | 0                         | 0                         | 25    | 1     | 2      |
| Argentinos Jrs. Argentina | 1.ª           | 2020          | -     | -     | -      | 1                    | 0                    | 0                    | -                         | -                         | -                         | 1     | 0     | 0      |
| Argentinos Jrs. Argentina | Total club    | Total club    | 45    | 1     | 1      | 13                   | 0                    | 1                    | 7                         | 0                         | 0                         | 65    | 1     | 2      |
| Boca Unidos Argentina     | 2.ª           | 2016-17       | 3     | 1     | 0      | -                    | -                    | -                    | -                         | -                         | -                         | 3     | 1     | 0      |
| Boca Unidos Argentina     | Total club    | Total club    | 3     | 1     | 0      | 0                    | 0                    | 0                    | 0                         | 0                         | 0                         | 3     | 1     | 0      |
| Talleres Argentina        | 1.ª           | 2020-21       | -     | -     | -      | 10                   | 0                    | 0                    | -                         | -                         | -                         | 10    | 0     | 0      |
| Talleres Argentina        | 1.ª           | 2021          | 19    | 0     | 1      | 11                   | 0                    | 0                    | 4                         | 0                         | 0                         | 34    | 0     | 1      |
| Talleres Argentina        | 1.ª           | 2022          | 0     | 0     | 0      | 0                    | 0                    | 0                    | -                         | -                         | -                         | 0     | 0     | 0      |
| Talleres Argentina        | Total club    | Total club    | 19    | 0     | 1      | 21                   | 0                    | 0                    | 4                         | 0                         | 0                         | 44    | 0     | 1      |
| Rosario Central Argentina | 1.ª           | 2022          | 17    | 0     | 0      | 1                    | 0                    | 0                    | -                         | -                         | -                         | 18    | 0     | 0      |
| Rosario Central Argentina | 1.ª           | 2023          | 19    | 1     | 2      | 1                    | 0                    | 0                    | -                         | -                         | -                         | 20    | 1     | 2      |
| Rosario Central Argentina | 1.ª           | 2024          | 0     | 0     | 0      | 0                    | 0                    | 0                    | 0                         | 0                         | 0                         | 0     | 0     | 0      |
| Rosario Central Argentina | Total club    | Total club    | 36    | 1     | 2      | 2                    | 0                    | 0                    | 0                         | 0                         | 0                         | 38    | 1     | 2      |
| Total carrera             | Total carrera | Total carrera | 103   | 3     | 4      | 36                   | 0                    | 1                    | 11                        | 0                         | 0                         | 184   | 3     | 5      |

## Palmarés

### Campeonatos nacionales
| Título                      | Club            | País      | Año  |
| --------------------------- | --------------- | --------- | ---- |
| Copa de la Liga Profesional | Rosario Central | Argentina | 2023 |